# Franz Kahn
Pour les articles homonymes, voir Kahn.
Franz Kahn, né le 13 janvier 1895 à Pilsen et mort en octobre 1944 à Auschwitz est un militant sioniste tchèque.

## Biographie
Après l'émigration de son père aux États-Unis, il est élevé par sa grand-mère. Dès le lycée, il rejoint le mouvement de jeunesse sioniste Blau-Weiss,, dont il fonde avec Willi Hoffer la section de Pilsen en 1913 puis devient un des principaux membres. Il étudie le droit mais n'en fait pas sa profession. Il est grièvement blessé durant la Première Guerre mondiale et perd la main gauche. En 1921, lorsque Josef Rufeisen, est choisi comme un des représentants de la Bohême au Congrès juif mondial, il fait de Kahn son secrétaire, puis son adjoint. Dans les années vingt et trente, Kahn est un des principaux organisateurs du Congrès juif mondial en Bohême,. En janvier 1943, Kahn est déporté au camp de concentration de Theresienstadt où il fait partie du Conseil des anciens que préside Jacob Edelstein et dirige le « projet des loisirs » (Freizeitgestaltung), qui s'occupe par tous les moyens de remonter le moral des déportés. Il s'intéresse en particulier à la question de l'éducation juive et du rapport à la tradition,. H. G. Adler le décrit comme « le plus intelligent, le plus respecté et l'un des plus talentueux sionistes du ghetto ». Le 4 octobre 1944, Kahn est déporté puis gazé à Auschwitz avec d'autres membres du Conseil des anciens.